# Boudewijn de Groot (ep)
De ep Boudewijn de Groot uit 1964 was de eerste geluidsdrager van Boudewijn de Groot met daarop meer dan twee liedjes. De ep bevatte de muziek en teksten van de eerste drie singles van deze artiest: Strand/Referein voor..., Élégie prénatale/Sexuele voorlichting en Morgen/Delirium, hoewel van de laatste onduidelijk is of die daadwerkelijk uitgegeven is. Mogelijk waren Morgen en Delirium dus bij het verschijnen van deze ep voor het eerst te horen.
Alle liedjes zijn van de combinatie Boudewijn de Groot (muziek) en Lennaert Nijgh (tekst). 
De ep werd in 1998 bij de heruitgave van het album Boudewijn de Groot uit 1966 als zes bonustracks toegevoegd aan de cd.

## Musici
- Boudewijn de Groot – gitaar, zang

## Tracklist
| Nr. | Titel    | Duur |
| --- | -------- | ---- |
| 1.  | Strand   | 2:30 |
| 2.  | Morgen   | 2:25 |
| 3.  | Delirium | 3:42 |

| Nr. | Titel                | Duur |
| --- | -------------------- | ---- |
| 1.  | Élégie prénatale     | 2:03 |
| 2.  | Sexuele voorlichting | 1:31 |
| 3.  | Referein voor ...    | 2:30 |